# Meleoma pinalena
Meleoma pinalena är en insektsart som först beskrevs av Banks 1950.  Meleoma pinalena ingår i släktet Meleoma och familjen guldögonsländor. Inga underarter finns listade i Catalogue of Life.